# Маростика
Маро̀стика (на италиански: Marostica; на венециански: Marostega, Маростега) е град и община в Северна Италия, провинция Виченца, регион Венето. Разположен е на 103 m надморска височина. Населението на общината е 13 989 души (към 2015 г.).